# John Key
John Philip Key (* 9. srpna 1961 Auckland) je novozélandský politik, lídr Novozélandské Národní strany, od listopadu 2008 do prosince 2016 premiér Nového Zélandu. V letech 2006 až 2008 byl vůdce opozice. V letech 2006 až 2016 byl předsedou novozélandské Národní strany a v letech 2002 až 2017 byl členem novozélandského parlamentu. Je absolventem University of Canterbury v Christchurchi.